# Post punk
Post punk er en rockgenre, som opstod i slutningen af 1970'erne og i 1980'erne. Den udviklede sig fra punk rock som en reaktion mod 1970'ernes populærmusik. Post punk var påvirket af mange forskellige former for musik, såsom rock 'n' roll, ska, reggae, powerpop, elektronisk musik, disco, funk og andet. Hvor den originale punk rock bevægelse havde været vred og udadreagerende, var post punk derimod mere indadvendt og eftertænksom.
Det aarhusianske band Kliché regnes for et af Danmarks første post punk bands og deres album Supertanker fra 1980, er anerkendt som et af de mest betydningsfulde albums i dansk rockhistorie.

## Parallelle bevægelser
- No Wave
- New Wave
- Post punk revival

## Bands
- Joy Division
- The Cure
- Wire
- The Smiths
- Bauhaus

## Fodnoter
- post punk Arkiveret 21. december 2010 hos  Wayback Machine, allmusic.com